# Ghugus
Ghugus es una ciudad censal situada en el distrito de Chandrapur en el estado de Maharashtra (India). Su población es de 32654 habitantes (2011). Se encuentra a orillas del río Wardha.

## Demografía
Según el censo de 2011 la población de Ghugus era de 32654 habitantes, de los cuales 16980 eran hombres y 15674 eran mujeres. Ghugus tiene una tasa media de alfabetización del 86,48%, superior a la media estatal del 82,34%: la alfabetización masculina es del 90,22%, y la alfabetización femenina del 82,20%.